# Daniel Díaz
Daniel Alberto Díaz (ur. 13 lipca 1979 w Catamarca), argentyński piłkarz, obrońca. Obecnie jest zawodnikiem Getafe CF.
Treningi podjął w klubie z rodzinnego miasta. W 1997 trafił do młodzieżowej drużyny Rosario Central. W dorosłym futbolu debiutował w 2000. W Rosario do 2003 rozegrał 97 spotkań. Sezon 2003/04 spędził w meksykańskim Cruz Azul. Po powrocie do ojczyzny został piłkarzem CA Colón. Latem 2005 odszedł do Boca Juniors. W tym samym roku wywalczył tytuł mistrza Argentyny, wiosną 2007 znalazł się wśród zdobywców Copa Libertadores. W lipcu 2007 Díaz podpisał 4-letni kontrakt z hiszpańskim klubem Getafe CF. Jesienią 2012 roku Daniel Díaz przeszedł do Atlético Madryt.
W reprezentacji zadebiutował w 2003. Brał udział w Copa América 2007, na którym zdobył srebrny medal.